# Ель-Баха (провінція)
Ель-Ба́ха (араб. الباحة) — провінція в Саудівській Аравії. Ель-Баха розташована на півдні країни, неподалік від Мекки. Її площа 15 тис. км², населення — 459 000 осіб (1999). Столиця — Ель-Баха.